# 寺儿堡镇
寺儿堡镇，是中华人民共和国辽宁省葫芦岛市连山区下辖的一个乡镇级行政单位。

## 行政区划
寺儿堡镇下辖以下地区：
寺北村、寺前村、西蜂村、南蜂村、后峪村、前峪村、老边村、红带沟村、新地号村、尖山子村、营盘村和前瓦村。